# 53
53（五十三、ごじゅうさん、いそみ、いそじあまりみつ）は自然数、また整数において、52の次で54の前の数である。 

## 性質
- 53は16番目の素数である。1つ前は47、次は59。
  - 約数の和は54。
- 53 = 53 + 0 × ω (ωは1の虚立方根)
  - a + 0 × ω (a > 0) で表される9番目のアイゼンシュタイン素数である。1つ前は47、次は59。
- 8番目のソフィー・ジェルマン素数である。1つ前は41、次は83。
- 1/53 = 0.0188679245283… (下線部は循環節で長さは13)
  - 逆数が循環小数になる数で循環節が13になる最小の数である。次は79。
  - 循環節が n になる最小の数である。1つ前の12は707、次の14は2629。(オンライン整数列大辞典の数列 A003060)
- 5つの連続する素数の和で表せる3番目の数である。1つ前は39、次は67。
53 = 5 + 7 + 11 + 13 + 17
  - 5つの連続する素数の和が素数になる最小の数である。次は67。
- 4番目のオイラー素数である。1つ前は47、次は61。
- 4番目の平方数（42）番目の素数である。1つ前は23、次は97。
- 2番目の4乗数（24）番目の素数である。1つ前は1、次は419。
- 4番目の2の累乗数番目の素数である。1つ前は19、次は131。
- 3 と 5 を使った最小の素数である。次は353。ただし単独使用を可とするなら1つ前は5。(オンライン整数列大辞典の数列 A020462)
  - 53…3 の形の最小の素数である。次は5333。(オンライン整数列大辞典の数列 A093674)
  - 5…53 の形の最小の素数である。次は55555553。(オンライン整数列大辞典の数列 A093164)
- 3からの連続素数を降順に並べてできる2番目の数である。1つ前は3、次は753。ただし1つ前の3は単独の素数なので厳密な連続とみたとき最小である。(オンライン整数列大辞典の数列 A092447)
  - 3からの連続素数を降順に並べてできる2番目の素数である。1つ前は3、次は171311753。ただし1つ前の3は単独の素数なので厳密な連続とみたとき最小である。(オンライン整数列大辞典の数列 A092448)
- 2つの連続素数を降順に並べてできる最小の素数である。次は5347。(オンライン整数列大辞典の数列 A088784)
  - n = 2 のときの n 連続素数を並べてできる最小の素数とみたとき1つ前は2、次は292319。(オンライン整数列大辞典の数列 A083471)
- 53! = 4274883284060025564298013753389399649690343788366813724672000000000000
  - 53!は無量大数を超える最小の階乗数である。
- 537 = 1174711139837
  - 各桁を加えると 1 + 1 + 7 + 4 + 7 + 1 + 1 + 1 + 3 + 9 + 8 + 3 + 7 = 53 。
  - n 7 の値の各位の和が n に等しくなる7番目の数である。1つ前は43、次は58。(オンライン整数列大辞典の数列 A226971)
    - 素数 p における p m の値の各位の和が元の素数になる9番目の数である。1つ前は43、次は71。(オンライン整数列大辞典の数列 A252357)
- 53 = 1 + 2 + 3 + 5 + 8 + 13 + 21
  - フィボナッチ数列を構成する最初の7数の和である。1つ前は32、次は87。
- 53 = 22 + 72
  - 異なる2つの平方数の和で表せる16番目の数である。1つ前は52、次は58。(オンライン整数列大辞典の数列 A004431)
  - n = 2 のときの 2n + 7n の値とみたとき1つ前は9、次は351。(オンライン整数列大辞典の数列 A074602)
- 53 = 12 + 42 + 62
  - 3つの平方数の和1通りで表せる27番目の数である。1つ前は50、次は56。(オンライン整数列大辞典の数列 A025321)
  - 異なる3つの平方数の和1通りで表せる14番目の数である。1つ前は50、次は54。(オンライン整数列大辞典の数列 A025339)
  - n = 2 のときの 1n + 4n + 6n の値とみたとき1つ前は11、次は281。(オンライン整数列大辞典の数列 A074512)
- 各位の和が8になる6番目の数である。1つ前は44、次は62。
  - 各位の和が8になる数で素数になる2番目の数である。1つ前は17、次は71。(オンライン整数列大辞典の数列 A062343)

## その他 53 に関連すること
- 東海道五十三次：江戸幕府が東海道に宿駅伝馬制度を作り、江戸 - 京都間で53箇所の宿場が設けられた。
- 原子番号 53 の元素はヨウ素 (I)（沃度、ヨード）。
- 第53代天皇は淳和天皇である。
- 日本の第53代内閣総理大臣は鳩山一郎である。
- 大相撲の第53代横綱は琴櫻傑將である。
- 第53代ローマ教皇はヨハネス1世（在位：523年～526年5月18日）である。
- 年始から数えて53日目は2月22日。
- 易占の六十四卦で第53番目の卦は、風山漸。
- クルアーンにおける第53番目のスーラは星である。
- UDP では DNS のポート番号。
- イギリス連邦（英連邦）に現在、加盟している国の数（ただし、パキスタンは参加停止処分を受けている）。
- 山田ルイ53世は、日本のお笑いコンビ・髭男爵のメンバー。
- 53号駅は、北京地下鉄1号線の関係者専用駅。
- 53丁目駅は、ニューヨーク市地下鉄BMT4街線の駅。
- 53平均律
- CH-53 (航空機)
- XB-53 (航空機)